# Dolmen d'Ayer
Le dolmen d'Ayer est un dolmen situé au lieudit Ayer sur la commune de Bordes-Uchentein, dans le département de l'Ariège en France.

## Historique
David Cau-Durban, alors curé du village, est l'auteur des découvertes qui ont eu lieu entre 1880 et 1890. Le mobilier archéologique a d'abord été entreposé à la cure de Bordes, puis dispersé entre le musée de Foix et le musée Saint-Raymond de Toulouse, où une partie a pu être identifiée.
L'édifice est classé au titre des monuments historiques par la liste de 1889.

## Description

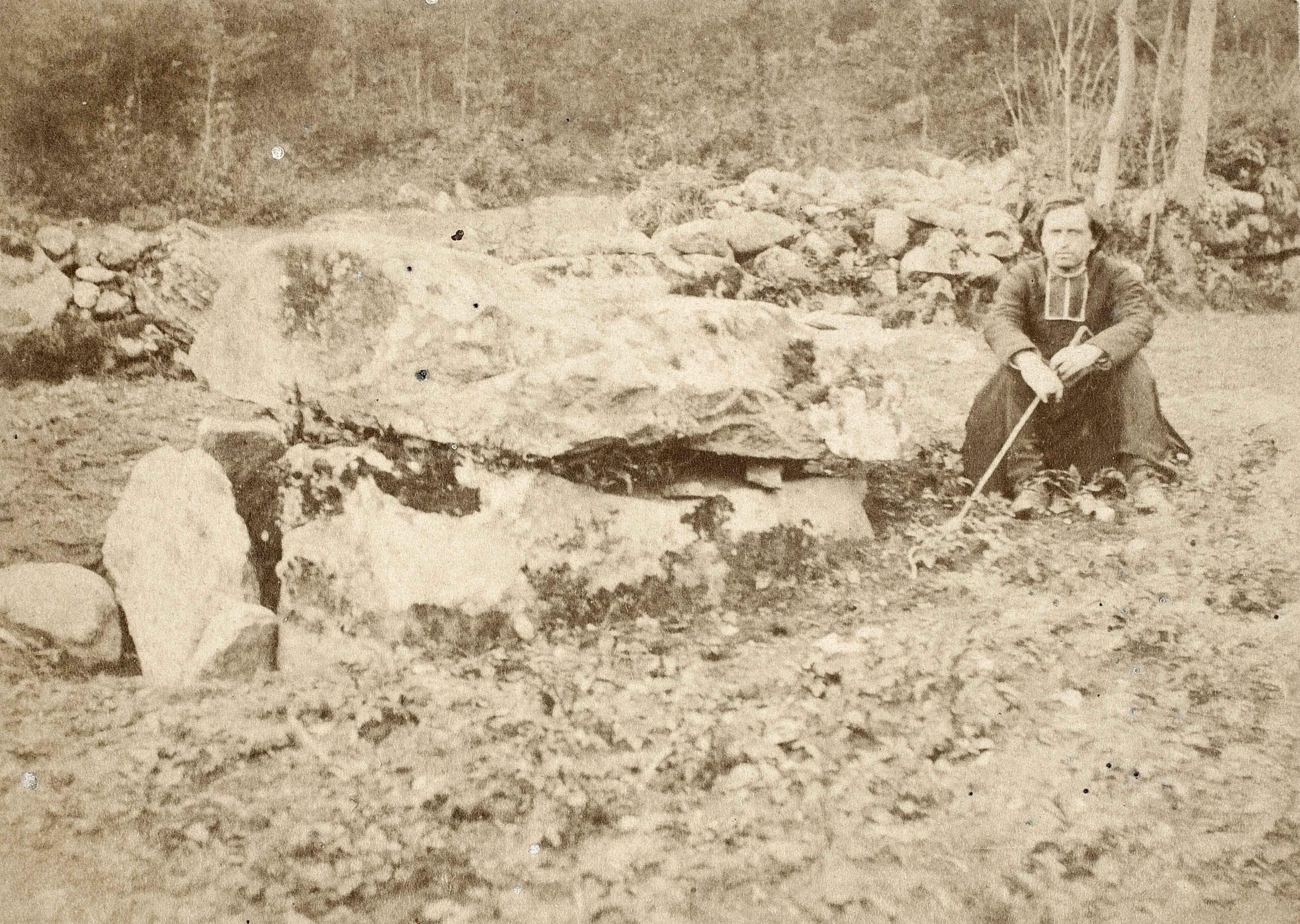
L'abbé Cau-Durban en 1886 près du dolmen

Situé à 640 m d'altitude près de la confluence du Riberot et du Lez, le dolmen comporte une dalle de couverture en granite irrégulière de 2,20 m de longueur.

### Liens
- Ressource relative à l'architecture :   - Mérimée